# Rhithrogena pontica
Rhithrogena pontica is een haft uit de familie Heptageniidae. De wetenschappelijke naam van de soort is voor het eerst geldig gepubliceerd in 1986 door Sowa, Soldán, Kazanci & Braasch.
De soort komt voor in het Palearctisch gebied.